# 细柱西番莲
细柱西番莲（学名：Passiflora gracilis）是西番莲科西番莲属的植物。分布于南美洲以及中国大陆的云南等地，目前尚未由人工引种栽培。
其种加词来源于拉丁文“gracilis”，意为“纤细的”。